# Hästbäcktjärnen, Jämtland
Hästbäcktjärnen är en sjö i Krokoms kommun i Jämtland och ingår i Indalsälvens huvudavrinningsområde.